# Domenico da Piacenza
Domenico da Piacenza, lub Domenico da Ferrara (ur. ok. 1390, zm. ok. 1470) – maestro tańca i muzyk na dworze Lionello d'Este w Ferrarze, pochodzący z Piacenzy.
Pracował także w Forli i Mediolanie, gdzie w 1465 brał udział w przygotowaniu uczty ślubnej Tristana Sforzy. Przy tej okazji partnerował na balu Biance Marii Visconti, żonie Franciszka Sforzy, ponieważ nie czuła się zbyt pewna w nowych tańcach i chciała mieć obok siebie kogoś, kto podpowiadałby jej kroki z basse danse, pivy i saltarella.

## Domenico da Piacenza – choreograf
Wniósł wiele innowacji do tańca dworskiego, szczególnie do Basse Danse. Stworzył nowe formy tańca zwane Balli i Baletti. Pozostawił po sobie, noszącą datę 1455, rozprawę De arte saltandi et choreas ducendi (O sztuce tańczenia i prowadzenia tańców). Znajduje się ona obecnie w Bibliotece w Paryżu. Pierwsze wersje tego dokumentu zapewne pochodziły z ok. 1420, lecz nie zachowały się do naszych czasów. Autor porusza w rozprawie trzy argumenty:
- Taniec dworski powinien się opierać na dokładnie opisanych i skodyfikowanych krokach (autor wymienia ich 12).
- Taniec jest sztuką, więc wymaga precyzyjnej znajomości techniki i oryginalności wykonania.
- Choreografia ma być pojmowana jako integralna całość i powinna rozwijać się harmonijnie, przechodząc z jednej figury w drugą, opierając się na podwójnym kryterium spójności i piękna.

Poszczególne tematy traktowane są w sposób ścisły i logiczny, można powiedzieć – naukowy, odnoszą się do teorii i techniki tańca, a także do związków zachodzących między tymi dwiema dziedzinami. Ujednolicona zostaje terminologia i nazewnictwo. Do każdego tańca dodana jest muzyka – utwory prawdopodobnie napisane przez samego maestro. Łatwo zauważyć, że jest to praca skierowana do osób biegłych w tańcu i muzyce, prawdopodobnie do przyszłych maestro – mających zamiar pracować na dworach najbogatszych książąt i magnatów ówczesnych Włoch. Wiemy, że autor cel osiągnął, jego uczniowie Antonio Cornazano i Guglielmo Ebreo Pesarese osiągnęli wielkie sukcesy i rozgłos w zawodzie.
Część traktatu poświęcona jest wszystkim podstawowym krokom tańca dworskiego, które podzielone są na 2 grupy:
- ruchy naturalne (- 9 -), polegające na wykonywaniu kroków podobnych do tych, które wykonujemy w życiu codziennym
- ruchy przypadkowe (- 3 -), stworzone na potrzeby choreografii, nie naturalne, lecz specjalnie studiowane i przygotowane

Jeśli chodzi o klasyfikacje tańców, cztery są najważniejsze:
1. basse danse
2. quaternaria
3. saltarello
4. piva

Do każdego tańca (opisał ich 23) maestro ustanawia tempo i opisuje związki zachodzące między nim a pozostałymi trzema, tak aby za każdym razem stworzyć nową, harmonijną kombinację kroków pochodzących z 4 podstawowych tańców i wykreować niepowtarzalną choreografię. I właśnie to podejście do pracy choreografa wprowadza studium analityczne techniki tańca, tworząc platformę teoretyczną dla choreografii jako dziedziny sztuki. Traktat jest też wprowadzeniem metodologicznym, ze względu na definicje tańca jaką zawiera.
Domenico di Piacenza zainteresowany jest głównie harmonijnym powiązaniem wszystkich ruchów z muzyką. Niektóre jego choreografie są nadmiernie skomplikowane, ale jest to działanie celowe, skierowane na podniesienie tańca do rangi sztuki wymagającej specyficznych artystycznych umiejętności. W praktyce formułuje on zasadę, według której nauka, wykonywanie i tworzenie tańca wymaga przygotowania zawodowego.
Dzięki temu traktatowi uznawany jest za prekursora teoretyków tańca i za pierwszego współczesnego choreografa. O jego działalności dotarły do naszych czasów informacje także dzięki jego uczniom, w szczególności dzięki Guglielmo Ebreo (1463).

## Domenico da Piacenza – muzyk
Nie jest do końca wiadome, czy wszystkie przypisywane mu utwory wyszły spod jego ręki, ale jest to bardzo prawdopodobne, wielu podobnych jemu zatrudnianych na dworach specjalistów pełniło również funkcje muzyków, jak na przykład Baltazarino di Belgioioso, który na dworze Katarzyny Medycejskiej był choreografem i pierwszym skrzypkiem. Tak czy inaczej, utwory te przetrwały do naszych czasów dzięki temu, że zostały dołączone do jego traktatu i dziś jeszcze są wykonywane przez orkiestry muzyki dawnej, służąc nadal zespołom wykonującym tańce historyczne. Bardziej znane to:
- Lioncello – skomponowany na cześć Lionello d'Este (ballo – taniec w parach)
- Rostiboli Gioioso – zaadoptowana przez Domeniko zwłoszczona wersja popularnego w Europie tańca, odpowiednik francuskiego Roti Boully Joyeulx (ballo – taniec w parach)
- Petit riense – taniec francuski skomponowany przez Domenico (ballo – tańczny trójkami)
- oraz: Jelosia, Mercantia, Sobria, Pizochara, La fia Guglielmina, Anello, Marchesana, Verçeppe i inne.

## Dyskografia
- The Diamond of Ferrara: Music from the Court of Ercole – by Joan Ambrosio Dalza, Domenico da Piacenza, Hor Tablature Anonymous (Audio CD)
- Mesura et Arte del Danzare: Balli Italiani del Quatrocento by the Accademia Viscontea I Musicanti. – CDL 002, Ducale, Italy 1991.